# Rietgracht

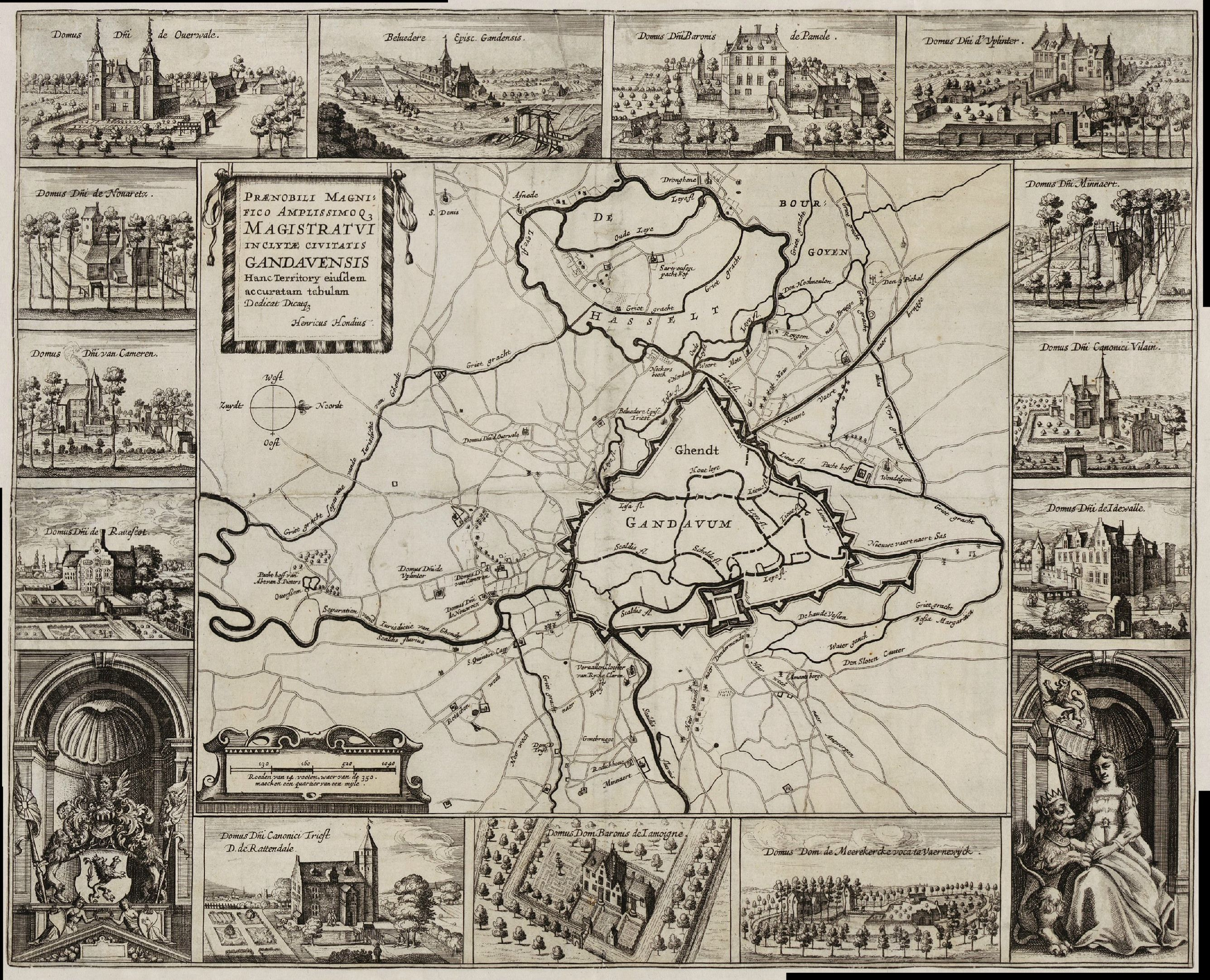
Op de kaart van Gent door Hondius uit 1641 kan de loop van de Grietgracht redelijk goed gevolgd worden.

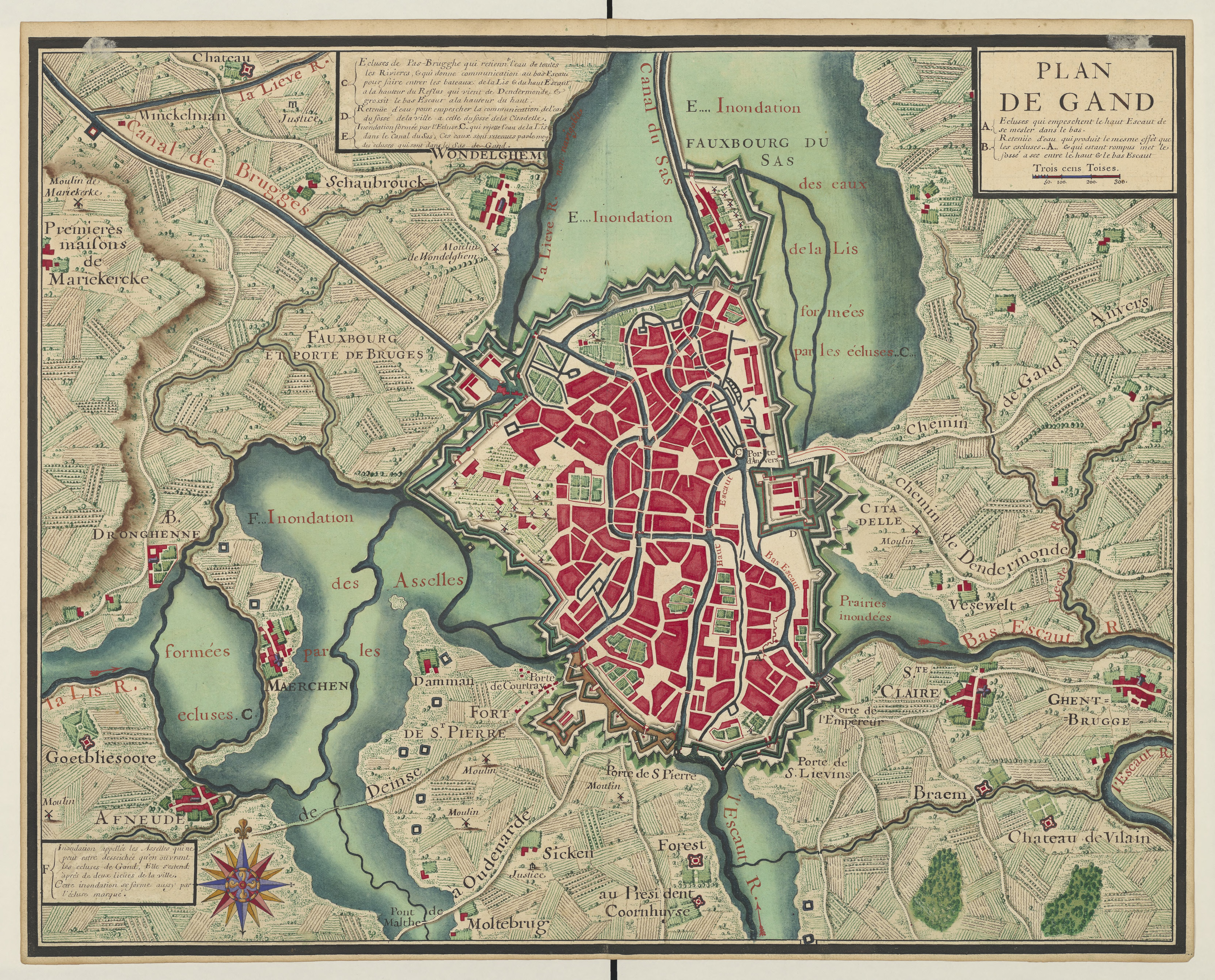
Dit plan uit de collectie van Lodewijk XIV, toont hoe overstromingen werden gebruikt ter verdediging van de stad. Ook de Rietgracht is op een aantal plaatsen duidelijk zichtbaar, onder meer onderaan de kaart nabij het Braemkasteel.

De Rietgracht (ook wel Bevrijtgracht, Vrytgracht, Grijtgracht of Grietgracht) is een in de 13e eeuw gegraven waterloop die de grens vormde van het rechtsgebied van de stad Gent. Dit gebied werd ook wel Banmijl genoemd, met dezelfde etymologie als het Franse banlieu. De gracht liep bijna volledig rond Gent. In 1578 kwam er een definitieve aanhechting van het gebied binnen de Rietgracht tot het administratieve grondgebied van de stad Gent. De gracht had soms een aantal zijarmen en werd ook gebruikt voor de verdediging van de stad. Het tracé van de Rietgracht als grens bleef op enkele kleinere uitbreidingen na en de uitbouw van de haven langs het kanaal Gent-Terneuzen bewaard tot aan de grote fusieoperatie in 1977.
Tegenwoordig zijn er weinig restanten die eraan herinneren. Zo is er in Sint-Amandsberg nog een stuk waterloop van de Rietgracht bewaard. Wat verderop, in het huidige Rommelwaterpark, herinnerde de naam van een beluik aan de Rietgracht. Ook aan de grens met Sint-Denijs-Westrem is nog een stuk waterloop zichtbaar, die plaatselijk ook wel Maalte genoemd wordt, vandaar de naam Maaltebruggepark. De gracht is aan de binnenzijde van de ringvaart verder te volgen tot in Mariakerke, waar er ook nog een straatnaam Rietgracht aan dit verleden herinnert. Een afwateringskanaaltje van de Bourgoyen, pal op de grens Gent-Mariakerke heet ook nog steeds Grijtgracht. Ook de Grensstraat aan de grens met Wondelgem volgt de loop van de oude Rietgracht.
Ook door Gentbrugge en Ledeberg loopt een waterloop met de naam Rietgracht, hoewel die hier buiten de oude grens van het grondgebied van Gent bevindt. Ze vormde wel deel van de verdedigingslinie, een functie waaraan ook het Braemkasteel zijn ligging langs deze gracht te danken heeft. Ze sneed hier een bocht in de Schelde af. Een latere rechttrekking van de Schelde in de 19e eeuw liet een oude Scheldemeander achter in de Gentbrugse Meersen, die voor een stuk opgevuld werd. Het overblijvende stuk water wordt nu ook Rietgracht genoemd maar is dus een stuk oude Schelde.
Dat de Rietgracht eeuwenlang belangrijk was wordt ook gesymboliseerd aan de zuil op de Charles De Kerckhovelaan, waar in de waterpartij de vier belangrijkste Gentse waterlopen vertegenwoordigd zijn: Schelde, Leie, Lieve en Rietgracht.